# Aeroportul El Embrujo
Aeroportul El Embrujo (IATA: PVA, ICAO: SKPV) este un aeroport din Providence Island⁠(d), Insular Region⁠(d), Columbia ce deservește zona Providencia⁠(d). Aeroportul a fost tranzitat în 2022 de 53.636 de pasageri.
Situat la o altitudine de 3 m, aeroportul dispune de o singură pistă. Este operat de Colombian Civil Aviation Authority⁠(d).